# Acronicta apennina
Acronicta apennina är en fjärilsart som beskrevs av Max Wilhelm Karl Draudt 1931. Acronicta apennina ingår i släktet Acronicta och familjen nattflyn. Inga underarter finns listade i Catalogue of Life.